# Ga Central Municipal Assembly
Ga Central Municipal Assembly är ett distrikt i Ghana.   Det ligger i regionen Storaccra, i den södra delen av landet, 12 km nordväst om huvudstaden Accra.